# 新取手站

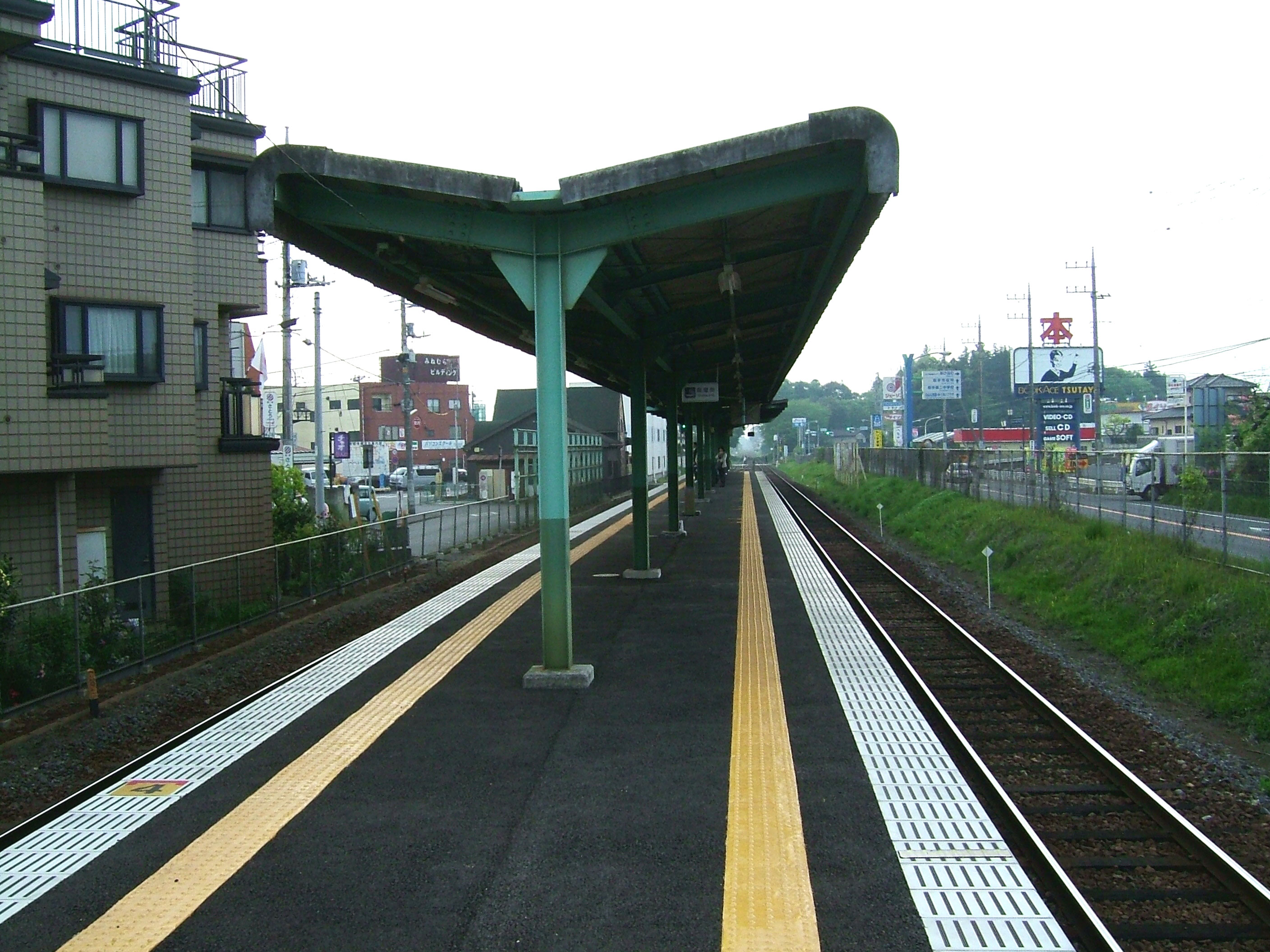
月台（2008年4月）

新取手站（日语：／ Shin-Toride eki */?）是位於茨城縣取手市新取手一丁目1番1號，關東鐵道的常總線車站。車站位於取手市西北部。

## 歷史
- 1968年（昭和43年）4月1日 - 車站啟用[1]。
- 1982年（昭和57年）12月8日 - 寺原站至南守谷站之間成為雙線鐵路[1]。
- 2003年（平成15年）12月3日 - 翻新車站大樓[2]。
- 2009年（平成21年）3月14日 - 此站可以使用IC卡PASMO[1]。
- 2010年（平成22年）9月1日 - 部分時段（10－16時）沒有車站職員當值[1][3]。
- 2013年（平成25年）5月16日 - 整日成為無人車站[4]。

## 車站構造
此站是地面車站，設有1面2線的島式月台。島式月台比較狹窄，站前也比較狹窄。
月台靠近取手一方設有站內平交道。車站北邊為新取手地區，隨著該處進行開發而啟用。車站大樓位於靠近小貝川一方的北邊。另外，國道294南邊沒有出入口，車站西邊設有行人專用平交道。

### 月台
| 月台 | 路線    | 方向                   |
| ---- | ------- | ---------------------- |
| 1    | ■常總線 | 取手方向               |
| 2    | ■常總線 | 守谷、水海道、下館方向 |

### 在此站行走的運行形態
- 上行（寺原、取手方向）
  - 日間每小時設有4班普通列車（前往取手）停靠[6]。
- 下行（守谷、小絹、水海道、下妻、下館方向）
  - 日間每小時設有4班普通列車（前往下館或水海道）停靠。部分時段前往下館的列車需要在水海道站轉乘列車[注釋 1]，晚間設有前往下妻的班次[6]。

## 使用狀況
以下為乘降人次變化列表。
| 年度   | 1日平均 乘車人次 | 1日平均 上下車人次 |
| ------ | ---------------- | ------------------ |
| 2009年 | 1,523            | 2.996              |
| 2010年 | 1,429            | 2,831              |
| 2011年 | 1,185            | 2,344              |
| 2012年 | 1,152            | 2,285              |
| 2013年 | 1,113            | 2,226              |
| 2014年 | 1,060            | 2,055              |
| 2015年 | 1,003            | 2,038              |
| 2016年 | 996              | 2,021              |
| 2017年 | 986              | 1,997              |
| 2018年 | 994              | 2,008              |
| 2019年 |                  | 1,985              |

## 車站周邊
站前沒有迴旋路，但設有站前廣場。車站北邊設有住宅區，由東洋觀光興業（現時：通用公司）開發。在1981年（昭和56年），車站地址由大字寺田改為新取手。在站前設有住宅區、新取手商店會（商店街）、餐廳和居酒屋。車站南面設有國道294號，但是車站沒有通道連接車站南邊。

### 北邊（新取手）
該處為商業地帶，設有許多餐廳和居酒屋。
- 站前廣場
- 新取手商店會 - 由許多商店加盟而成的商店街。
- 取手寺田郵局
- 筑波銀行（日语：筑波銀行） 取手分店新取手出張所（舊：關東筑波銀行（日语：関東つくば銀行）分店）
- 預備校（一橋Seminar新取手校）

### 南邊（寺田）
- 取手市立老人中心曙
- 保齡球場（富士取手保齡）
- 折扣店（Jason新取手店）

## 巴士路線
| 乘車處      | 系統                             | 主要途經                                     | 目的地       | 巴士公司                   | 備註 |
| ----------- | -------------------------------- | -------------------------------------------- | ------------ | -------------------------- | ---- |
|             | [2]中央循環西路線                | 曙                                           | 綠色體育中心 | 取手市社區巴士（Koto巴士） |      |
| [3]西部路線 | 曙、綠色體育中心、稻戶井站入口   | 戶頭站                                       |              | 取手市社區巴士（Koto巴士） |      |
|             | [2]中央循環西路線                | 取手市政廳、JA取手綜合醫療中心、取手站東出口 | 綠色體育中心 | 取手市社區巴士（Koto巴士） |      |
| [3]西部路線 | （新取手團地東出口）、取手市政廳 | 取手站東出口                                 |              | 取手市社區巴士（Koto巴士） |      |

## 相鄰車站
關東鐵道
■常總線
普通、快速
寺原－新取手－夢見野

## 注腳

## 外部連結
- 新取手站 | 車站案內 （页面存档备份，存于）（日語） - 關東鐵道